# Seule Soromon
Seule Soromon (* 14. August 1984 in Mele) ist ein ehemaliger vanuatuischer Fußballspieler.

## Karriere
Er stand bis 2021 bei Wairarapa United in Neuseeland unter Vertrag steht und spielte von 2007 bis 2011 für die Vanuatuische Fußballnationalmannschaft. Außerdem spielte er schon für Suva FC in Fidschi. Im Rahmen der Qualifikation zur Fußball-Weltmeisterschaft 2010 in Südafrika gab Soromon sein Debüt gegen Samoa für sein Land. Gegen Amerikanisch-Samoa erzielte der Mittelfeldspieler zwischen der 81. und 86. Minute einen Hattrick in nur fünf Minuten. Insgesamt bestritt er in diesem Wettbewerb acht Spiele und erzielte dabei neun Tore, womit er zweitbester Torschützen der Ozeanien-Zone war. 2009/10 wurde er außerdem neuseeländischer Torschützenkönig.